# 相互作用予測精密評価
相互作用予測精密評価 (Critical Assessment of PRediction of Interactions、CAPRI) は、タンパク質複合体の分子構造 (タンパク質-タンパク質ドッキングとして知られる) をモデル化するためのコミュニティ全体での実験である。
CAPRIは、コミュニティ全体の研究者が、評価者によって提供されたものと同じタンパク質のドッキングを試みる、継続的な一連のイベントである。ラウンドは約半年ごとに行われる。各ラウンドには、最近実験的に構造が決定された1～6個の標的タンパク質-タンパク質複合体が含まれている。その座標は、それらを決定した構造生物学者の協力を得て、評価者によって非公開で保有される。CAPRI実験は、提出者は解決された構造を知らず、評価者は提出物とその作成者の身元の対応関係を知らないという意味で二重盲検法である。

## 参照項目
- タンパク質構造予測精密評価 (CASP) - タンパク質構造予測の分野での同様の予測
- 機能注釈精密評価 (CAFA)

### CAPRIに参加している予測サーバー一覧
- ClusPro
- GRAMM-X
- FireDock
- HADDOCK - 高曖昧性駆動型タンパク質-タンパク質ドッキング
- pyDockWEB - タンパク質間相互作用の構造予測
- PatchDock
- SmoothDock
- 3D-Garden - グローバルで制限されたドッキング探索ネクサス
- SwarmDock
- DOCK/PIE